# JIPM
Japan Institute of Plant Maintenance (JIPM) (em português, Instituto Japonês de Manutenção de Plantas) representa um instituto do Japão, estabelecido em 1969, sem fins lucrativos com o objetivo de disseminar conhecimento em relação a manutenção e produção industrial para melhorar continuamente o desempenho da industria. O JIPM é considerado o originador do sistema Total Productive Maintenance, que desde 1971 é desenvolvido e promovido pelo instituto.
O JIPM tem como missão promover atividades relacionadas a produção e manutenção que contribuam para a promoção de segurança e confiabilidade no mundo industrial. As atividades do instituto JIPM reuném pesquisas na área de engenharia de produção e manutenção, promoção de cursos de capacitação de pessoas direcionado a empresas e publicação de material didático e científico relacionado a manutenção e tecnologia de produção.

## História
Os principais marcos históricos que antecedem e sucedem a criação do JIPM são demonstrados em uma linha do tempo na tabela abaixo:
| 1961 | A Japan Management Association (JMA) estabelece um comitê de manutenção de plantas.                                            |
| 1964 | Um system de certificação em Manutenção de Plantas foi estabelecido.                                                           |
| 1969 | O departamento de Manutenção de Plantas é dissolvido e o Japan Institute of Plant Engineers (JIPE) é estabelecido.             |
| 1971 | O conceito de manutenção de plantas com participação total (Total Productive Maintenance) é proclamado.                        |
| 1981 | O JIPM é lançado, com a aprovação do Ministério Internacional do Comércio e Indústria como uma corporação sem fins lucrativos. |
| 1989 | - A definição de TPM é revisada - A Society of Plant Engineers Japan é estabelecida                                            |
| 1990 | A Japan Association of Maintenance and Service Contractors é lançada.                                                          |
| 2005 | JIPM Solutions company limited é separada e transferida da JIPM como uma empresa capitalista, com fins lucrativos.             |
| 2012 | A JIPM foi aprovada como uma associação corporativa de interesse publico pelo primeiro ministro.                               |